# James Gorman (cầu thủ bóng đá, sinh ở Middlesbrough)
James Gorman (sinh năm 1882) là một cựu cầu thủ bóng đá người Anh thi đấu ở vị trí hậu vệ. Sinh ra ở Middlesbrough, ông thi đấu cho Liverpool F.C.  từ năm 1906 đến năm 1908, ghi 1 bàn trong 23 trận. Ông cũng thi đấu cho Hartlepool United và Leicester Fosse.